# Černovice (ort i Tjeckien, Plzeň)
Černovice är en ort i Tjeckien.   Den ligger i regionen Plzeň, i den västra delen av landet, 120 km sydväst om huvudstaden Prag. Černovice ligger 436 meter över havet och antalet invånare är 207.
Terrängen runt Černovice är platt. Runt Černovice är det ganska tätbefolkat, med 134 invånare per kvadratkilometer. Närmaste större samhälle är Holýšov, 7,9 km öster om Černovice. Trakten runt Černovice består till största delen av jordbruksmark.